# Xã Springfield, Quận LaPorte, Indiana
Xã Springfield (tiếng Anh: Springfield Township) là một xã thuộc quận LaPorte, tiểu bang Indiana, Hoa Kỳ. Năm 2010, dân số của xã này là 4.045 người.